# Морозівська сільська рада (Корецький район)
Моро́зівська сільська́ ра́да — орган місцевого самоврядування в Корецькому районі Рівненської області. Адміністративний центр — село Морозівка.

## Загальні відомості
- Морозівська сільська рада утворена в 1947 році.
- Територія ради: 37,873 км²
- Населення ради: 1 345 осіб (станом на 2001 рік)
- Територією ради протікає річка Корчик.

## Населені пункти
Сільській раді підпорядковані населені пункти:
- с. Морозівка
- с. Голичівка

## Склад ради
Рада складається з 16 депутатів та голови.
- Голова ради: Гошта Наталія Павлівна
- Секретар ради: Данилюк Наталія Миколаївна

### Керівний склад попередніх скликань
| Прізвище, ім'я, по батькові | Основні відомості                                                         | Дата обрання | Дата звільнення |
| --------------------------- | ------------------------------------------------------------------------- | ------------ | --------------- |
| Гошта Наталія Павлівна      | Сільський голова, 1959 року народження, освіта вища, член Народної партії | 26.03.2006   | 31.10.2010      |
| Гошта Наталія Павлівна      | Сільський голова, 1959 року народження, освіта вища, член Народної партії | 31.10.2010   |                 |

Примітка: таблиця складена за даними сайту Верховної Ради України